# Dichotomius nisus
Dichotomius nisus là một loài bọ cánh cứng trong họ Bọ hung (Scarabaeidae).